# Lockstedt (Oebisfelde-Weferlingen)
Lockstedt ist ein Ortsteil der Stadt Oebisfelde-Weferlingen im Landkreis Börde in Sachsen-Anhalt.

## Geographie
Lockstedt ist ein Haufendorf. Es liegt unmittelbar nordwestlich der Aller. Die Spetze mündet bei Lockstedt in die Aller. Jenseits der Aller verläuft parallel zum Fluss die Grenze zwischen Sachsen-Anhalt und Niedersachsen.

## Geschichte
Ehemals bestand Lockstedt aus den zwei dicht zusammenliegenden Dörfer Groß-Lockstedt (der westliche Ortsteil) und Klein-Lockstedt (der östliche Ortsteil). Um 1280 Locstedt et Locstede, 1336 in beyden dorpen to Locstide und 1337 an den beyden tegeden to Locstedt genannt. Die Edelherren von Meinersen waren hier begütert. Den Zehnt gaben sie um 1280 in beiden Dörfern als Lehen an Gottfried von Vorsfelde. Derselbe Zehnt weiterhin an dessen Nachfolger und Erben Volkmar von Vorsfelde, der davon 3 Viertel (= ¾ Wispel) Roggen 1336 dem Pfarrhof zu Grafhorst schenkt, und zwar dem dortigen Pfarrer Jan zu dessen Lebzeiten, und nach dessen Tode soll das Korn ewig dem Pfarrhof verbleiben.
Die Gemeinde Lockstedt gehörte erst dem Kreis Gardelegen an, später dem Kreis Haldensleben. Im Jahr 1939 hatte Lockstedt 272 Einwohner. In Lockstedt gab es eine Einheit der Grenztruppen der DDR. Am 14. April 1994 wurde Lockstedt Teil der Stadt Oebisfelde, die am 1. Juli 1994 dem neugebildeten Ohrekreis beitrat. Anders als Lockstedt hatte die Stadt Oebisfelde zuvor dem Kreis Klötze angehört, so dass Lockstedt für wenige Wochen zum Kreis Klötze gehörte.

## Infrastruktur
Im Zentrum steht eine neuromanische Dorfkirche. Die ehemalige Kaserne der Grenztruppen steht am Ostrand des Dorfes.
Der nächste Bahnhof befindet sich in Rätzlingen an der Bahnstrecke Glindenberg–Oebisfelde.
Kreisstraßen führen in die Oebisfelde-Weferlinger Ortsteile Gehrendorf im Nordwesten, Bösdorf im Norden, Rätzlingen im Nordosten und Everingen im Südosten sowie in den Bahrdorfer Ortsteil Saalsdorf (Niedersachsen) im Süden.